# Rosulabryum epiphyticum
Rosulabryum epiphyticum är en bladmossart som beskrevs av Magnus Spence och Helen Patricia Ramsay 1999. Rosulabryum epiphyticum ingår i släktet Rosulabryum och familjen Bryaceae. Inga underarter finns listade i Catalogue of Life.